# فلمینگسبورگ (کنتاکی)
فلمینگسبورگ (به انگلیسی: Flemingsburg) شهری در ایالت کنتاکی کشور ایالات متحده آمریکا است که جمعیت آن در سرشماری سال ۲۰۱۰ میلادی، ۲٬۶۵۸ نفر بوده‌است.